# Посевна гъска
Посевната гъска (Anser fabalis) е едър представител на семейство Патицови, разред Гъскоподобни. Тежи между 1,7 и 4,5 kg. Дължина на тялото 75–82 cm, размах на крилете около 160 cm. Няма изразен полов диморфизъм. От Сивата гъска се отличава по двуцветния си клюн, оцветен в черно и оранжево. Плува и се гмурка добре.

## Разпространение
Разпространена, но с ниска плътност на полулацията в Европа и Азия. Прелетна птица, зимува в южните части на Европа и Азия.
Обитава блата, езера и реки, разположени в планински и гористи местности, а също така и заблатените делти на големи реки, обрасли с храси и друга растителност.

## Начин на живот и хранене
По време на линеенето и отглеждането на малките се държи на семейни групи, и избягва образуването на големи ята, но все пак при хранене, понякога се срещат групи от по над 100 птици.
Приема предимно растителна храна. По време на прелета често посещава селскостопанските обекти и се храни със зърнени култури.

## Размножаване
Моногамна птица. Снася от 3 до 8, бели с лек жълтеникав или зеленикав оттенък яйца. Те имат размери 84 х 55,5 mm. Мъти само женската в продължение на 27–29 дни, като по време на мътенето и отглеждането на малките, мъжкия се държи заедно с нея. Малките се излюпват достатъчно развити за да могат да се придвижват и хранят самостоятелно. Характерна особеност е, че по време на разможителния период се държи на семейни групи.

## Допълнителни сведения
В България е защитен вид.